# Green Man
Green Man es un superhéroe ficticio de los cómics, un extraterrestre del planeta Uxor en el sistema solar de Vega, y un miembro de la fuerza policial intergaláctica conocida como los Green Lantern Corps. Su primera aparición fue en Green Lantern (vol. 2) N.º 164 (mayo de 1983) publicado por DC Comics. Fue creado por el escritor Mike W. Barr y el artista Keith Pollard.

## Historia del personaje
Green Man es el nombre que adoptó el Linterna Verde del Sector Espacial 2828. A los uxorianos no les gusta el individualismo y, según las palabras de Green Man, "En Uxor todos somos uno". Green Man era un inadaptado que se rebeló contra las costumbres y comportamientos anti-individualistas de su sociedad ya que anhelaba una identidad personal. Por eso, cuando los extraterrestres conocidos como los Guardianes del Universo le ofrecieron un puesto como miembro de sus Green Lantern Corps, Green Man aprovechó la oportunidad. Una de las complicaciones de su elección fue que Green Man jamás podría volver a entrar legalmente en su sistema solar natal: debido al pacto que los Guardianes tienen con los psions de Vega, está prohibida la presencia de los Corps en ese sector. Aunque Green Man solicitó la ayuda de los Omega Men para el ataque del mundo-nido de un grupo de arañas humanoides llamadas el Spider Guild (Gremio arácnido) que se encontraban a unos pocos años luz fuera del sistema vegano (los Guardianes lo reprendieron debido a esta acción), él adhería al pacto con más fuerza cuando se trataba de asuntos dentro del sistema. Esto se vio en Green Lantern Corps: Recharge N.º 2 (diciembre de 2005), cuando le negó su ayuda a los Linternas Verdes terrícolas Kyle Rayner y Guy Gardner (cómic) para encontrar a la recluta desaparecida Soranik Natu, cuyo rastro llegaba a Vega.
Como miembro de los Corps, Green Man encontró muchos otros seres durante sus aventuras, como por ejemplo la diosa X'Hal, quien vivía dentro de la estrella Vega; los viathans, que parecen ballenas; los psions, quienes realizaron experimentos sobre Green Man cuando fue llevado a su centro de investigación, Wombworld, que tiene la forma de una cadena de ADN; los tamareanos; etc.
En la actualidad, trabaja como compañero del robot Stel, el Linterna Verde del planeta Grenda, en el Sector Espacial 3009, tal como se vio en la miniserie Green Lantern Corps: Recharge.
Green Man fue uno de los LV que participaron en la defensa de Oa contra la embestida de Superboy Prime en Crisis Infinita N.º 7.
Green Man había renunciado a los Green Lantern Corps, se había unido a los Omega Men, y los durlans lo habían matado en ¡Invasión!. Puesto que décadas más tarde reapareció sano y salvo en Green Lantern Corps: Recharge sin ninguna explicación, no se sabe hasta que punto sus aventuras con los Omega Men son canónicas o apócrifas. (También es posible que otro uxoriano se haya rebelado contras su sociedad y se haya convertido en un Linterna Verde. De ser así, y el Green Man actual es nuevo, entonces su historia aún no ha sido contada.)

## Biología
La sangre de los uxorianos posee una toxina nerviosa mortal que actúa como mecanismo de defensa contra los depredadores; por ejemplo, cuando una bestia atacó a Green Man en el centro de investigaciones Wombworld de los psions, la bestia fue envenenada.

## Juramento
El siguiente juramento Linterna Verde es pronunciado por Green Man en Omega Men N.º 29 (agosto de 1985), pero fue interrumpido antes que pudiera completarlo:
"Brillante luz del anillo, yo te cargo... ¡Desvela todo el mal a mi alrededor! Renueva el poder para -" (interrupción)